# Commentaar (beschouwing)
Een commentaar is een discussie over de betekenis en de doelstelling van een specifieke tekst. Het betreft hier vooral literaire, filosofische, religieuze en juridische teksten.
Teksttoelichting, -uitleg of -beschouwing kan noodzakelijk zijn omdat de historische context onbekend is voor het publiek. Tekstinterpretatie kan noodzakelijk zijn omdat de oorspronkelijke teksten noodzakelijkerwijs beperkt zijn in hun uitleg. Om deze teksten toe te passen op de vrijwel onbegrensde mogelijkheden waar de menselijk cultuur door de tijd heen mee te maken krijgt, is hermeneutiek – de interpretatie van de teksten – essentieel. Zo zijn er commentaar-tradities ontstaan waarbij gezaghebbende teksten vele commentatoren kregen.
De commentaar onderscheidt zich van de glos doordat de laatste direct bij de tekst is geschreven en zich vooral beperkt tot de uitleg van specifieke woorden en uitdrukkingen. De commentaar richt zich meer op de inhoud en de betekenis daarvan.
Bij commentaren op de Bijbel wordt veelal gesproken van exegese, bij de Koran van tafsir. Ook de Veda's kennen uitgebreide commentaren.
In de filosofie werd wel gebruik gemaakt van commentaren op eerdere filosofen om daarmee een eigen standpunt in te leiden.

## Commentaartradities

### Bijbel
De meeste commentaren bij de Bijbel betreffen de Psalmen en daarna het Hooglied. Bij Bijbelteksten wordt de betekenis achterhaald met verschillende soorten exegese – de historische, allegorische, tropologische en anagogische exegese. In welke mate deze gebruikt worden, verschilt per Bijbelboek. Zo zijn bij het Hooglied vooral de allegorische en tropologische interpretaties van belang, aangezien de historische inhoud beperkt is.
- Bijbel
  - Kerkvaders
    - Patristiek
    - Alexandrijnse school, Clemens van Alexandrië, Origenes (Hexapla)
    - Antiocheense school, Johannes Chrysostomus, Theodorus van Mopsuestia
    - Latijnse vaders, Tertullianus, Augustinus, Hiëronymus

### Tenach
- Tenach (Thora, nebe'im en ketoeviem)
  - Talmoed (Misjna en Gemara)
    - Rasji, Choemasj
    - Rambam
    - Ramban
    - Tosefta

### Veda's
De Veda's kennen een zeer uitgebreide commentaartraditie met commentaren en commentaren op commentaren. Al in de Veda's zelf zijn de Brahmana's commentaren op de Samhita's. In de smrti bestaan de commentaren uit onder meer shastra's. Er zijn verschillende soorten van filosofische uitleg of interpretaties, de vyakhya:
- vritti, uitleg van veelal een soetra
- paddhati, uitleg van een vritti
- bhashya, uitleg of weerlegging
- samiksha, uitleg van een bhashya
- churni, een bhashya waarbij het standpunt van een opponent volledig onderuit wordt gehaald
- tika, verhelderen van ideeën in een boek, ook wel vivritti
- tippani, een glos of commentaar op een glos
- panjika, uitleg van moeilijke woorden
- varttika, commentaar op delen van een soetra met uitleg op zaken die niet expliciet genoemd worden

### Pali-canon
De Pali-canon bestaat uit de Suttapitaka met de overgeleverde uitspraken van de Boeddha, maar bevat ook de Vinayapitaka met de leefregels voor de monniken van de sangha en de Abhidhammapitaka, de samenvatting van de oudste boeddhistische filosofie. Naast de Pali-canon zijn er nog vele boeddhistische geschriften die deels als commentaar fungeren.

### Romeins recht
Het Corpus Iuris Civilis van keizer Justinianus I is een belangrijke bron voor het Europese recht en heeft dan ook een aantal belangrijke commentaren voortgebracht. Tot 1263 was dit het terrein van de glossatoren, daarna van de commentatoren.

### Filosofie
In de filosofie werden commentaren veelal gebruikt om eigen inzichten en standpunten uiteen te zetten. Zo gaf Aristoteles al commentaar op zijn leermeester Plato, terwijl hij zelf een van meest becommentarieerde filosofen zou worden.
- Aristoteles
  - Alexander van Aphrodisias
  - islamitische filosofie: Al-Farabi, Avicenna, Averroes
  - Scholastiek: Adam de Buckfield, David van Dinant, Albertus Magnus, Thomas van Aquino, Zeger van Brabant over Averroes, Boëthius van Dacia over Averroes

### Middeleeuws
De middeleeuwse commentaartraditie betrof vooral de klassieke Latijnse schrijvers.
- Vergilius
  - Aeneis
    - Servius, Macrobius, Fulgentius, Remigius van Auxerre, Willem van Conches over Macrobius, Bernardus Silvestris, Johannes van Salisbury, Alexander Neckam, Dante, Petrarca,  Folchino Borfoni, Pomponio Leto, Zono de Magnalis en Cristoforo Landino